# أمانيت سام
الأمانيت السام ( باللاتينية : Amanita virosa )و يسمى باسم الملاك الأوروبي المدمر. هو فطر شديد السمية وأحد الأجناس المصنفة تحت الأمانيت.

## الوصف
يبدأ الفطر في الظهور على شكل يشبه البيضة محاط بغشاء، تكون القبة بداية مخروطية الشكل وما تلبث أن تصبح القبة نصف كروية ومسطحة من أعلى القبة.